# Thomas Johnson (ciclista)
Horace Thomas Johnson (30 de dezembro de 1886 — 12 de agosto de 1966) foi um ciclista britânico que correu durante o primeiro trimestre do século XX.
Ele participou de dois Jogos Olímpicos: em Londres, em 1908, onde ganhou a medalha de prata na prova de tandem, juntamente com Frederick Hamlin; e em 1920, em Antuérpia, na qual ganhou mais duas medalhas de prata, em velocidade e perseguição por equipes, juntamente com Albert White, Cyril Alden e William Stewart.